# Mladá Vožice
Mladá Vožice (niem. Jungwoschitz) − miasto w Czechach, w kraju południowoczeskim. Według danych z 31 grudnia 2003 powierzchnia miasta wynosiła 3 158 ha. Populacja wynosi 2 709 osób (2021).

## Demografia
| Rok             | 1970  | 1980  | 1991  | 2001  | 2003  |
| --------------- | ----- | ----- | ----- | ----- | ----- |
| Liczba ludności | 2 573 | 2 735 | 2 777 | 2 735 | 2 772 |

Źródło: Czeski Urząd Statystyczny